# Rafael Godeiro
Rafael Godeiro là một đô thị thuộc bang Rio Grande do Norte, Brasil. Đô thị này có diện tích 100,073 km², dân số năm 2007 là 3132 người, mật độ 29,3 người/km².